# John Shaft
John Shaft – fikcyjna postać, afroamerykański detektyw, bohater książkowy i filmowy. Został stworzony przez amerykańskiego pisarza Ernesta Tidymana.
John Shaft, czarnoskóry detektyw z nowojorskiego Harlemu, jest główną postacią serii książkowych kryminałów, na podstawie których zrealizowano na początku lat 70. trzy filmy kinowe i serial telewizyjny, z Richardem Roundtree w roli głównej. Serial pt. Shaft składał się z siedmiu półtoragodzinnych filmów i został nadany po raz pierwszy w latach 1973–1974 przez telewizję CBS.
W 2000 roku w rolę Johna Shafta, bratanka „dawnego” Shafta (ponownie granego przez Roundtree), wcielił się Samuel L. Jackson.

## Książki

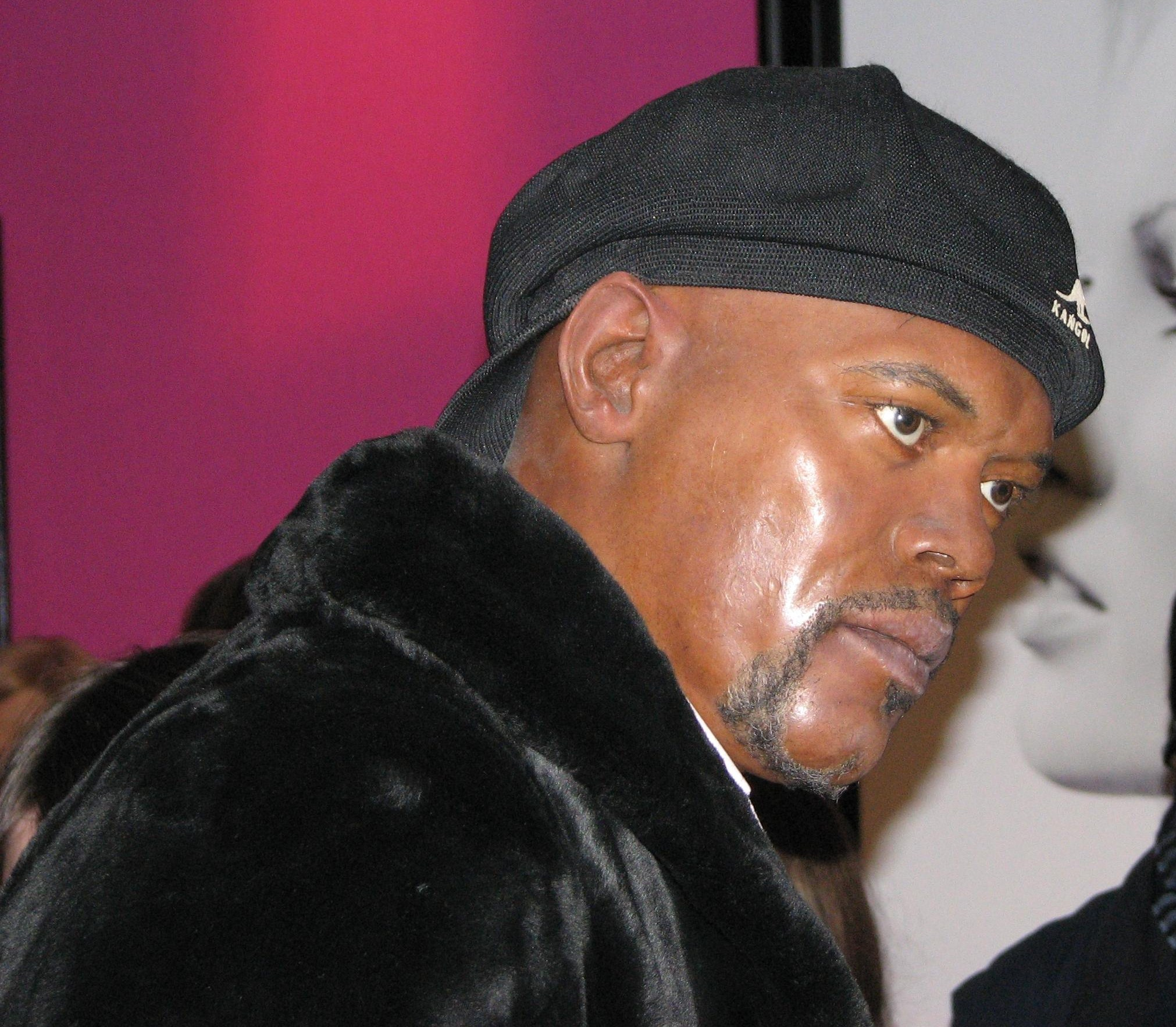
Samuel L. Jackson

- 1970: Shaft
- 1972: Shaft Among the Jews
- 1972: Shaft’s Big Score
- 1973: Shaft Has a Ball
- 1973: Goodbye, Mr. Shaft
- 1974: Shaft’s Carnival of Killers
- 1975: The Last Shaft

## Filmy
- 1971: Shaft
- 1972: Wielka wygrana Shafta
- 1973: Shaft w Afryce
- 2000: Shaft
- 2019: Shaft